# Blackfield
Blackfield est un groupe de rock alternatif britannique. Il est formé en 2001 par Steven Wilson et Aviv Geffen. Le groupe compte six albums studio : Blackfield (2004), Blackfield II (2007), Welcome to my DNA (2011), Blackfield IV (2013), Blackfield V (2017), et For The Music (2020).

## Biographie

### Débuts etBlackfield I(2000–2005)
Aviv Geffen, fan de Porcupine Tree et de Steven Wilson depuis le milieu des années 1990, invite le groupe à venir jouer en Israël en 2000. Il fait au préalable connaissance avec Steven Wilson à Londres pour organiser le projet. Le déclic artistique naît de cette entrevue  et donne naissance à la première chanson de Blackfield (Open Mind). En 2001, Wilson et Geffen se rencontrent à nouveau à Tel-Aviv avec la ferme intention d'enregistrer un EP. Alors que la sortie est prévue pour la même année, ils décident finalement de l'annuler, de continuer à écrire des chansons et de les enregistrer afin de sortir un album.
C'est ainsi que pendant 18 mois, les compères écrivent et enregistrent plusieurs sessions en fonction de leurs projets personnels et de leurs emplois du temps respectifs chargés. 
L'album éponyme, Blackfield, est publié en octobre 2003. Dix titres de l'album sont tout d'abord publiés chez Helicon/Universal Records en Israël en février 2004. S'ensuit l'énorme succès de Hello et de Pain. La franche réussite de l'album et son chaleureux accueil par le public montrent clairement à Aviv Geffen et Steven Wilson le chemin à prendre pour la suite : la performance live. Ce même mois de février 2004, ils font leurs premiers pas sur scène ensemble sur plusieurs prime time en Israël. Au même moment, une sortie internationale est organisée pour ce même album par Snapper Music UK. Il sort en Europe et aux États-Unis en août. L'accueil est phénoménal de critiques positives. Aviv et Steven planifient par conséquent deux concerts promotionnels dans chacune de leurs capitales respectives : Londres et Tel-Aviv. Une tournée européenne et une courte tournée américaine s'ensuivent. En mars 2005, un documentaire de 70 minutes sur la tournée de Blackfield en Europe est réalisé par Channel 10 en Israël. Steven et Aviv passent le reste de l'année 2005 à écrire et composer pour leurs projets personnels.

### Blackfield II(2006–2008)
En 2006, Steven s'installe six mois à Tel-Aviv pour permettre à Blackfield d'envisager un deuxième album. Comme pour le premier album, la plupart des chansons ont été composées en collaboration. Or, pour ce deuxième opus, quelques chansons originellement du répertoire d'Aviv (à l'époque chantées en hébreu) sont sélectionnées et traduites en anglais pour être incorporées à l'album. Cette fois, l'opus est enregistré d'un trait et non en sporadiques sessions comme c'est le cas pour le premier. Des orchestrations lancinantes ou grandioses servent des guitares parfois explosives, des lignes de chant propres subliment les textes, une fois de plus axés sur l'amour et ses déceptions, mais traitant aussi de thèmes propres aux cassures de l'enfance, et à l'espoir (malgré la résignation) face à la société que nous subissons. 
Blackfield II, nom de ce deuxième album, sort en février 2007 chez Snapper (Europe) et Atlantic Records (États-Unis, en mars 2007). Le groupe entame alors une tournée (Europe et US), pendant laquelle sera d'ailleurs enregistré le 16 mars au Bowery Ballroom de New York le DVD live, Blackfield NYC.
Concernant l'évolution des membres du groupe, en 2005, Tomer Zidkyahu, le frère de Nir Zidkyahu (un ancien membre durant les tournées de Genesis) devient le batteur définitif de la formation (alors que sur le premier album de Blackfield, 3 batteurs différents ont participé à l'enregistrement : Chris Maitland - qui fut également batteur de Porcupine Tree jusqu'en 2002 -, Gavin Harrison - batteur actuel de King Crimson -, et Jeremy Kaplan). En 2007, le claviériste Daniel Salomon quitte le groupe pour pouvoir continuer sa carrière solo. Il est remplacé par Eran Mitelman, un ancien claviériste du groupe israélien de hard-rock HaYehudim.

### Welcome to my DNAet suites (2011–2014)
Le 28 mars 2011 sort le troisième album intitulé Welcome to my DNA. Au début de 2012, Steven Wilson nous apprend qu'il ne s'investira plus comme avant dans le groupe, déclarant que Blackfield reste avant tout le projet d'Aviv Geffen et qu'il mettra plus de temps, d'énergie et d'importance dans ses aventures en solo, notamment en rapport avec les tournées mondiales de Grace For Drowning, ainsi qu'à l'écriture de son prochain album avec son groupe « de tournée ». Néanmoins, Wilson restera dans Blackfield pour s'occuper des claviers et pour aider Aviv. Un nouvel album devrait voir le jour prochainement pour succéder à Welcome to My DNA.
Le 25 février 2013, Wilson publie son troisième album solo, The Raven that Refused to Sing ; il comprend la chanson Pills du nouvel album de Blackfield,. Le 9 juin 2013, leur quatrième album, Blackfield IV, est annoncé pour le 26 août 2013. Blackfield tourne en soutien à l'album en février 2014 avec Wilson. Le 29 janvier 2014, Wilson annonce son intention de quitter le groupe pour une carrière solo.

### Blackfield V(depuis 2015)
En janvier 2015, Geffen et Alan Parsons annoncent un partenariat pour un nouvel album de Blackfield. En août 2016, la liste des chansons et le titre de l'album, Blackfield V, ainsi que sa couverture, sont révélés. L'album est à l'origine prévu pour le 16 novembre 2016, mais repoussé au 10 février 2017, avec le retour de Steven Wilson dans la composition et l'interprétation.

## Membres

### Membres actuels
- Aviv Geffen - chant, claviers, guitare (depuis 2001)
- Steven Wilson - chant, guitare, claviers (depuis 2001)
- Seffy Efrati - chœurs, basse
- Eran Mitelman - chœurs, piano, claviers (depuis 2007)
- Tomer Z  - batterie, percussions (depuis 2005)

### Anciens membres
- Daniel Salomon - chœurs, piano, claviers (2001-2007)
- Chris Maitland - batterie, percussions, chœurs (2001-2005)

## Discographie

### Albums studio
- 2004 : Blackfield
- 2007 : Blackfield II
- 2011 : Welcome to my DNA
- 2013 : Blackfield IV
- 2017 : Blackfield V
- 2020 : For the Music

### Singles
- 2003 : Hello
- 2003 : Pain
- 2004 : Blackfield
- 2004 : Cloudy Now
- 2007 : Once
- 2007 : Miss U
- 2007 : My Gift of Silence
- 2011 : Waving
- 2013 : Jupiter[17]
- 2014 : Sense of Insanity